# Didi & Stulle
Didi & Stulle ist der Titel einer Comicreihe von Philip Tägert alias Fil, die von Januar 1997 bis Mai 2015 zweiwöchentlich als Einseiter im Berliner Stadtmagazin zitty erschien.

## Inhalt
Die beiden berlinernden Schweine Dieter Kolenda (Didi) und Andreas Stullkowski (Stulle) aus dem Märkischen Viertel in Berlin sind Prototypen des Prolls. Besonders Didi ist stark überzeichnet. Er wird von Stulle verehrt und bewundert. Didi ist dumm, dick und angeberisch, Stulle hingegen klein (oft nur Kniehöhe Didis) und schüchtern. In den ausufernden Wortgefechten mit Didi unterliegt er regelmäßig, zum Teil allerdings nur scheinbar. Ein Running Gag ist die latente Homosexualität von Didi, die er sehr oft dadurch zu kaschieren sucht, dass er Stulle als schwul diffamiert.
Der Handlungsort ist Berlin. Dort und an anderen Orten (wie dem Nordpol, Sachsen-Anhalt, dem Weltraum oder der Hölle, im Comic ein Abbild der Perleberger Straße in Berlin-Moabit) haben die Helden meist unfreiwillig Abenteuer zu bestehen. Immer wieder auftauchende Figuren sind der Psychotherapeut „Der Rainer“ (seit 20 Jahren ohne staatliche Fördermittel), Frau Stullkowski (Stulles Mutter) und Gott (Stulles unehelicher Vater).

## Veröffentlichung
Ihre ersten Auftritte hatten Didi & Stulle 1986 in dem Berliner Stadtmagazin zitty, seit Anfang 1997 erschien alle zwei Wochen eine Episode in der Zeitschrift. Nach 18 Jahren und 481 Folgen beendete Fil seine Comicreihe im Jahr 2015. Eine Auswahl der Comics in Buchform brachte ab 1998 Reprodukt heraus, seit dem neunten Band Didi & Stulle – Im Auftrag der Kanzlerin wurden die Alben im Zitty Verlag veröffentlicht. Bisher erschienen zehn Bände und drei Sonderbände. Im Oktober 2016 veröffentlichte Reprodukt eine Gesamtausgabe in drei Bänden.
- Didi & Stulle – Sammelband 1 (gelb). Enthält die Alben Einen drin, Höllenglocken, Sie nannten ihn Didi & Stulle und Endstation Mars. Reprodukt, Berlin 2016, 240 Seiten, farbig, 21 × 29,5 cm, Hardcover, ISBN 978-3-95640-170-1.
- Didi & Stulle – Sammelband 2 (blau). Enthält die Alben Die Galgenvögel von St. Tropez, Der Plan des Gott, Didi: No more Mister Nice Guy und Getötet vom Tod. Reprodukt, Berlin 2016, 240 Seiten, farbig, 21 × 29,5 cm, Hardcover, ISBN 978-3-95640-171-8.
- Didi & Stulle – Sammelband 3 (rosa). Enthält die Alben Didi & Stulle bei den Olympischen Spielen und Im Auftrag der Kanzlerin, sowie die bisher nur in zitty veröffentlichten Geschichten Die 43 Streiche der Didi & Stulle und Die Sache mit Frauke. Reprodukt, Berlin 2016, 256 Seiten, farbig, 21 × 29,5 cm, Hardcover, ISBN 978-3-95640-172-5.

## Adaptionen
Am 11. Juni 2020 veranstalteten Farin Urlaub und Bela B von der Band Die Ärzte eine Lesung von Didi & Stulle. Die Lesung „ohne Rod und ohne Live-Publikum“ im Berliner Musik-Club SO36 fand zugunsten zahlreicher Berliner Liveclubs statt, die wegen der COVID-19-Pandemie geschlossen sind. Das 45-minütige Video ist kostenlos verfügbar, die Band setzt für die Erlöse auf Zuschauerspenden.

## Rezeption und Auszeichnungen
In Der Spiegel beschreibt Friedhelm Teicke Didi & Stulle als „politisch unkorrekte Comics“, in denen die „schweinischen Bierbüchsenhelden von vor der Imbissbude“ in ihren Geschichten „volle Kanne berlinernd den Proll [...] heraushängen lassen“. Der Artikel betont  die regelmäßigen und zum Teil heftigen Kontroversen rund um die „schweinischen Strips“. Für viele Leser sei Fil genial, für andere ein sexistischer Stümper. Timur Vermes schreibt in Die Welt zur Veröffentlichung der Gesamtausgabe, die skurrile und eigenwillige Comicreihe sei „das unterhaltsamste Stück Zeitgeschichte, das der deutsche Comic derzeit zu bieten hat“, auch wenn das Niveau der Reihe gegen Ende nachgelassen habe. In Der Tagesspiegel resümiert Erik Wenk, ein Blick auf das Gesamtwerk offenbare „bei aller Großartigkeit der prollig-genialen Dialoge, der schrägen Nebenfiguren und der komischen Beziehungsdynamik zwischen Didi und Stulle aber auch, dass Fil gut daran getan hat, die Serie zu beenden“.
2008 erhielt die Comicserie bei der Verleihung des ICOM Independent Comic Preises den Sonderpreis der Jury für eine bemerkenswerte Comicpublikation.